# The Manpower!!!
Singles de Morning Musume
Namida ga Tomaranai...
(2004) Osaka Koi no Uta
(2005)
The Manpower!!! (THE マンパワー!!!) est le 25e single du groupe Morning Musume.

## Présentation
Le single sort le 19 janvier 2005 au Japon sur le label zetima. Il est écrit, composé et  produit par Tsunku. Il atteint la 4e place du classement des ventes de l'Oricon, et reste classé pendant sept semaines, pour un total de 67 860 exemplaires vendus durant cette période. Il sort également dans une édition limitée avec une pochette différente et cinq cartes photo en supplément, ainsi qu'au format "single V" (DVD contenant le clip vidéo).
La chanson-titre figurera sur le septième album du groupe, Rainbow 7 de 2006. C'est le premier thème d'encouragement officiel écrit par Tsunku pour la nouvelle équipe de baseball Tohoku Rakuten Golden Eagles. Elle sera réenregistrée neuf ans plus tard par la formation du groupe d'alors pour figurer sur l'album best of The Best! ~Updated Morning Musume~ de 2013. La chanson en face B, Love & Peace! Hero ga Yattekita, ne figurera sur aucun album original, mais sera souvent interprétée en concert.
C'est le dernier single du groupe avec Kaori Iida, seule membre fondateur restante, qui le quitte à la fin du mois à la fin du mois[Lequel ?] pour continuer sa carrière en solo.

## Formation
Membres du groupe créditées sur le single :
- 1re génération : Kaori Iida (dernier single)
- 2e génération : Mari Yaguchi
- 4e génération : Rika Ishikawa, Hitomi Yoshizawa
- 5e génération : Ai Takahashi, Asami Konno, Makoto Ogawa, Risa Niigaki
- 6e génération : Miki Fujimoto, Eri Kamei, Sayumi Michishige, Reina Tanaka

## Titres
Single CD
1. The Manpower!!! (THE マンパワー!!!?)
2. Love & Peace! Hero ga Yattekita (ラヴ＆ピ～ス！HEROがやって来たっ。?)
3. The Manpower!!! (Instrumental) (THE マンパワー!!!...?)

Single V (DVD)
1. The Manpower!!! (THE マンパワー!!!?)
2. The Manpower!!! (Another Edition) (THE マンパワー!!!..?)
3. Making Eizo (メイキング映像?)